# Ibenhain
Ibenhain ist ein Ortsteil der Stadt Waltershausen im Landkreis Gotha in Thüringen.

## Geografie
Ibenhain liegt am Nordrand des Thüringer Waldes in der Stadt Waltershausen, etwa elf Kilometer südwestlich von Gotha und 1160 m (Luftlinie) südöstlich des  Marktplatzes (Kirche). Der Ortsteil liegt am Fuße des südwestlich liegenden, 417,2 m hohen Geizenbergs.

## Geschichte
Erstmals urkundlich erwähnt wurde Ibenhain im Jahr 1186. Ibenhain war ursprünglich ein Straßendorf an der alten Verbindung von Walterhausen nach Friedrichroda und Reinhardsbrunn. 1394 wurde der Ort an den Rat der Stadt Waltershausen verkauft. In der Folgezeit gehörte er zum Amt Tenneberg, welches seit 1640 zum Herzogtum Sachsen-Gotha gehörte.
Im 20. Jahrhundert ist das Dorf Ibenhain in die Stadt Waltershausen hineingewachsen. Auch zum südlichen Nachbarort Schnepfenthal-Rödichen geht die Bebauung relativ nahtlos über. Lediglich zwischen Ibenhain und dem nordöstlich gelegenen Dorf Wahlwinkel liegen noch größere landwirtschaftliche Nutzflächen. Der Ortskern liegt an der Ortsstraße und ist von alten Gehöften geprägt. Angrenzend entstanden zu fast allen Seiten Eigenheime und Gärten; südlich wurde in den 1950/60er-Jahren an der Franz-Mehring-Straße eine Altneubau-Siedlung errichtet, der in den 1970/80er-Jahren das Plattenbaugebiet Waltershausens folgte.
Schon bei der ersten Kommunalreform nach der Gründung des Landes Thüringen in den frühen 1920er Jahren wurde Ibenhain nach Waltershausen eingemeindet (1. Dezember 1922). Die Einweihung der Thüringerwaldbahn im Jahr 1929 brachte für Ibenhain einen Entwicklungsschub und ebnete den Weg zur Anlage neuer Wohngebiete entlang der Straßenbahnstrecken, die Ibenhain seitdem mit dem Waltershäuser Bahnhof, Tabarz und Gotha verbinden.

## Sehenswürdigkeiten
Die kleine Dorfkirche Unser lieben Frauen stammt aus dem 18. Jahrhundert. Sie wurde auf einer Vorgängerkapelle aus dem 14. Jahrhundert gebaut. Die heutige Form der auf einer Grundfläche von sechs mal zehn Metern erbauten Kapelle ist aus dem Jahr 1802, als man sie nach Osten erweiterte und mit dem hohen Mansarddach versah. Der unverhältnismäßig mächtige Dachreiter auf dem verschieferten Westgiebel trägt ein Spitzdach mit Turmkugel und Wetterfahne und ist ebenfalls verschiefert, während das Kirchenschiff mit roten Ziegeln gedeckt ist. Das Innere zeigt eine umlaufende Doppelempore und ein Spiegelgewölbe. Glücklicherweise wurde die Kirche im Zweiten Weltkrieg weitgehend  verschont.

## Persönlichkeiten
- Johann Christoph Friedrich GutsMuths (1759–1839), Pädagoge, bedeutender Lehrer an der Salzmannschule Schnepfenthal und Schriftsteller, starb in Ibenhain